# Romería Virgen del Monte

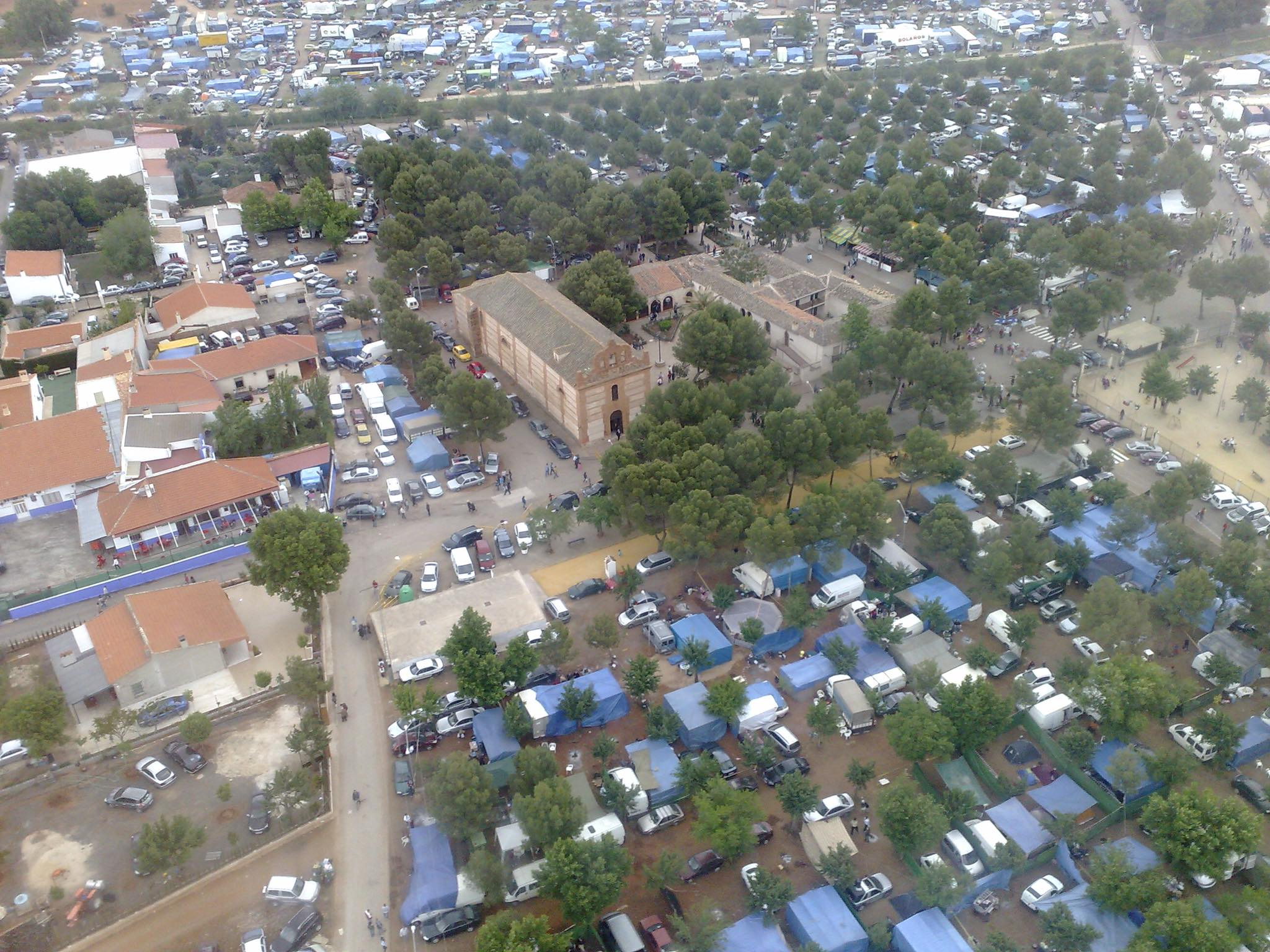
Romería de la Virgen del Monte en Bolaños de Calatrava (Ciudad Real)

La romería en honor a la Virgen del Monte o día de Nuestra Señora del Monte, es una manifestación de religiosidad católica popular en el municipio español de Bolaños de Calatrava perteneciente a la provincia de Ciudad Real.
Se celebra el último fin de semana de abril en las 14 hectáreas de terreno aledañas al Santuario de Nuestra Señora del Monte. Es una fiesta que une al carácter religioso, el folclórico y el lúdico. Esta romería reúne cada año entre 20.000 o 25.000 personas entre vecinos de la comarca, foráneos y oriundos residentes en otras partes del país. 
Los “rasos”, (terrenos propiedad de la hermandad de la Virgen del Monte) acogen el campamento de romeros que se extiende a lo largo del arrollo de Los Cuetos. La romería de la Virgen del Monte es una fiesta popular intergeneracional, pues se disfruta por la población de todas las edades, niños, jóvenes, adultos y gente mayor, pues su espíritu se transmite de generación en generación. En los “rasos” se reúnen familias o grupos de amigos en los famosos "corros" o "chozos" degustando la gastronomía típica manchega, principalmente platos elaborados a base de cordero manchego.
La romería en nuestros días no ha perdido nada de la importancia que siempre tuvo en Bolaños de Calatrava, al contrario, se ha ido incrementando. Ya en el siglo XX y principios del XXI se ha consolidado como la celebración por excelencia de los bolañegos.  Así, se ha convertido en una de las romerías más importantes de Castilla-La Mancha, tanto por su importancia histórica como por la concurrencia de público. Los cambios sociales y económicos han hecho evolucionar la fiesta. Lo que antes era una comida en el campo donde se repartían caridades a los peregrinos que allí acudían, se ha convertido en una feria por su mayor duración y diversidad con atracciones infantiles, música o juegos florales etc. En la romería también tienen hueco el folclore regional participando en diferentes actos con cantes y bailes tradicionales como jotas o seguidillas manchegas.

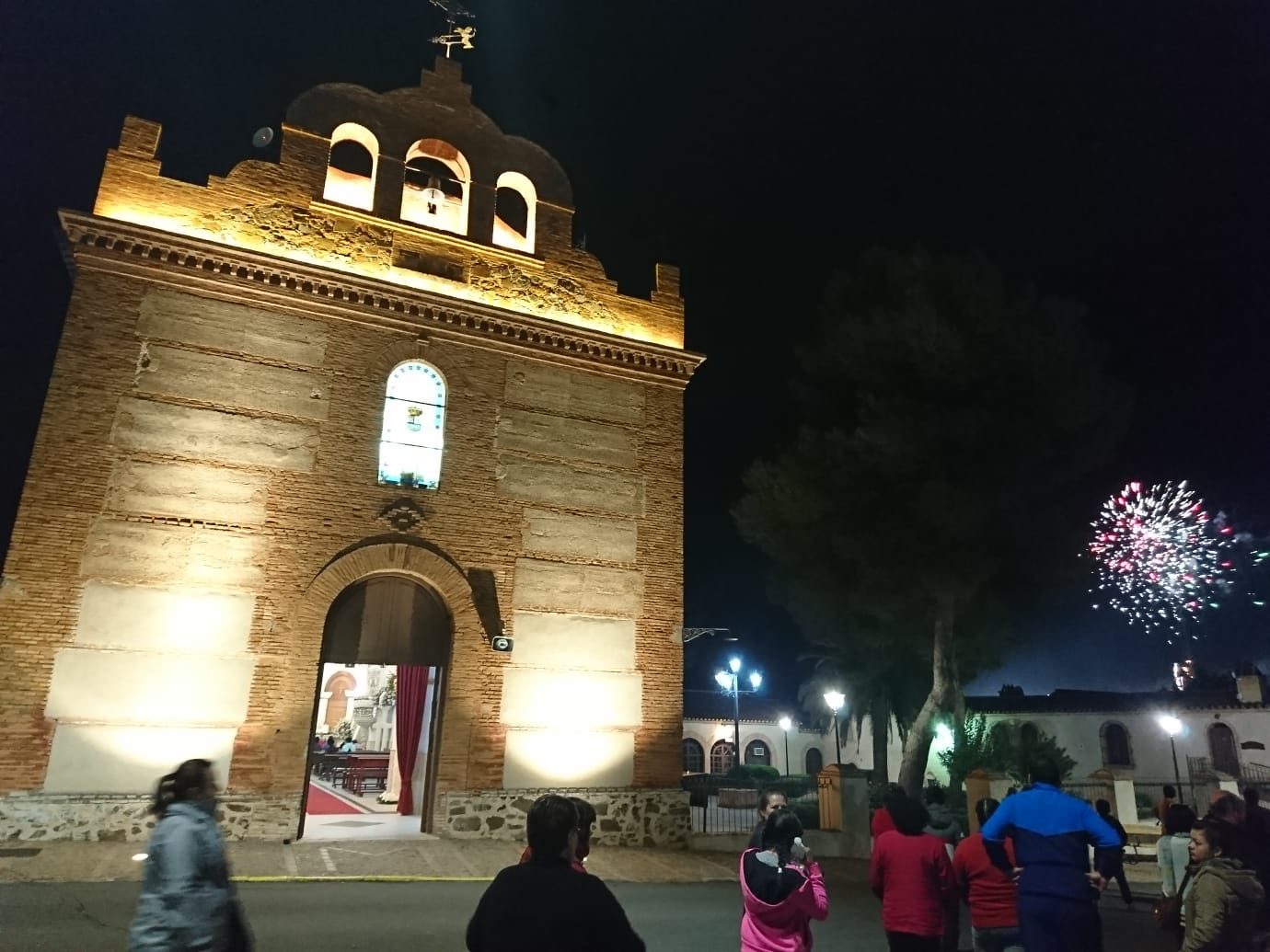
La puerta principal del santuario en la madrugada del domingo de romería

En el aspecto religioso, la romería es la principal celebración en la que los devotos aprovechan para cumplir las promesas ante la virgen, no es de extrañar ver a muchos devotos que acuden a pie al santuario, antiguamente también cumpliendo otros tipos de penitencias como procesionando junto a la virgen de rodillas o vistiendo la mortaja como prueba de haber superado un trance cercano a la muerte.

## Historia de la romería
La historia de la romería de Nuestra Señora del Monte se remonta a los primeros años de la reconquista, aunque los primeros datos documentados que se conservan son de 1348 cuando el rey Alfonso XI, a través de  la promulgación del Ordenamiento de Alcalá, otorga la jurisdicción del Monte de la Moheda al concejo de Bolaños, para sufragar los gastos de su actividad municipal. Posteriormente en 1443, el rey Juan II dictó una nueva disposición, concediendo a la Orden de Calatrava el paraje de la dehesa del Monte de la Moheda y la ermita ubicada en él, que albergaba a la Santísima Virgen del Monte. Dicha concesión fue objeto de pleitos y litigios durante largo tiempo entre Bolaños y Almagro (Orden de Calatrava). 
En este contexto, surgen dos cofradías que rinden culto y devoción a la Santísima Virgen del Monte, la cofradía de Bolaños y la cofradía de Almagro. Algunos historiadores hablan de la posibilidad de una tercera cofradía en Moral de Calatrava. En todo caso, la cofradía más referenciada en los archivos es la de Almagro, por ser cabeza de la Orden de Calatrava. En consecuencia, la cofradía de Bolaños, se limitaba a participar en los actos de culto que organizaba la cofradía de Almagro el día de Nuestra Señora de la Candelaria, que era la primera fiesta del año en honor a la Virgen.

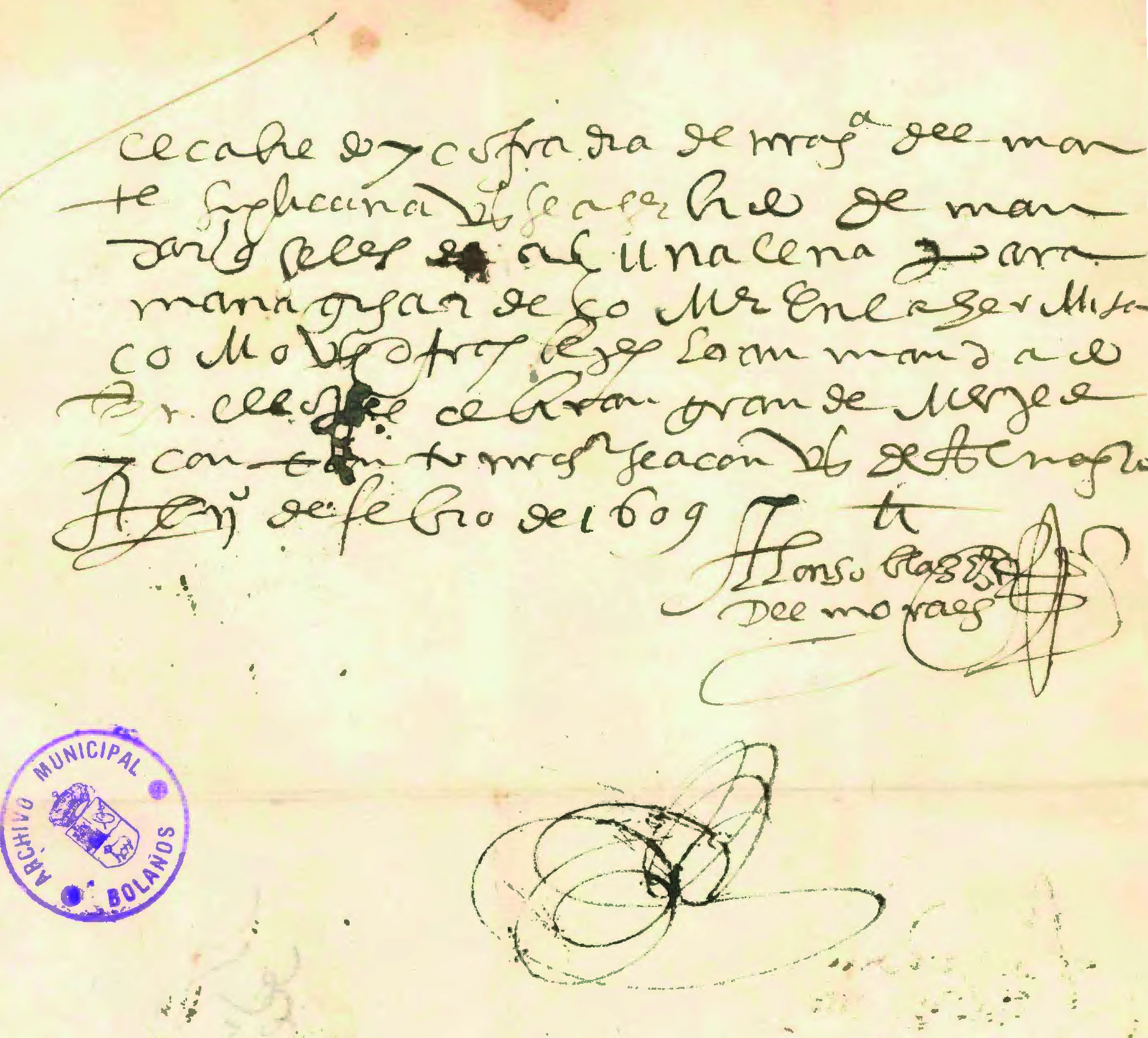
Manda de la romería de 1609. (El cabildo y cofradía de Nuestra Señora del Monte suplican a Vd. Sea serbido de mandar lo una cena y para azer misa como Vd. otras bezes lo an mandado deberan grande merced y contento. Ntra. Sª sea con Vd de Almagro.
A de febrero de 1609. Alonso Blas del Moral.)

Será a partir del Pacto de la Concordia en 1582 cuando finalizan años de litigio entre las localidades de Bolaños de Calatrava y Almagro, y finalmente se reconocen los derechos que en 1348, el rey Alfonso XI, a través de la promulgación del Ordenamiento de Alcalá, le había otorgado sobre la jurisdicción del Monte de la Moheda y su ermita a la villa de Bolaños. Como consecuencia de ello, la cofradía de Bolaños y la cofradía de Almagro que compartían su devoción por la Santísima Virgen del Monte, tendrían fechas diferentes para rendirle culto.

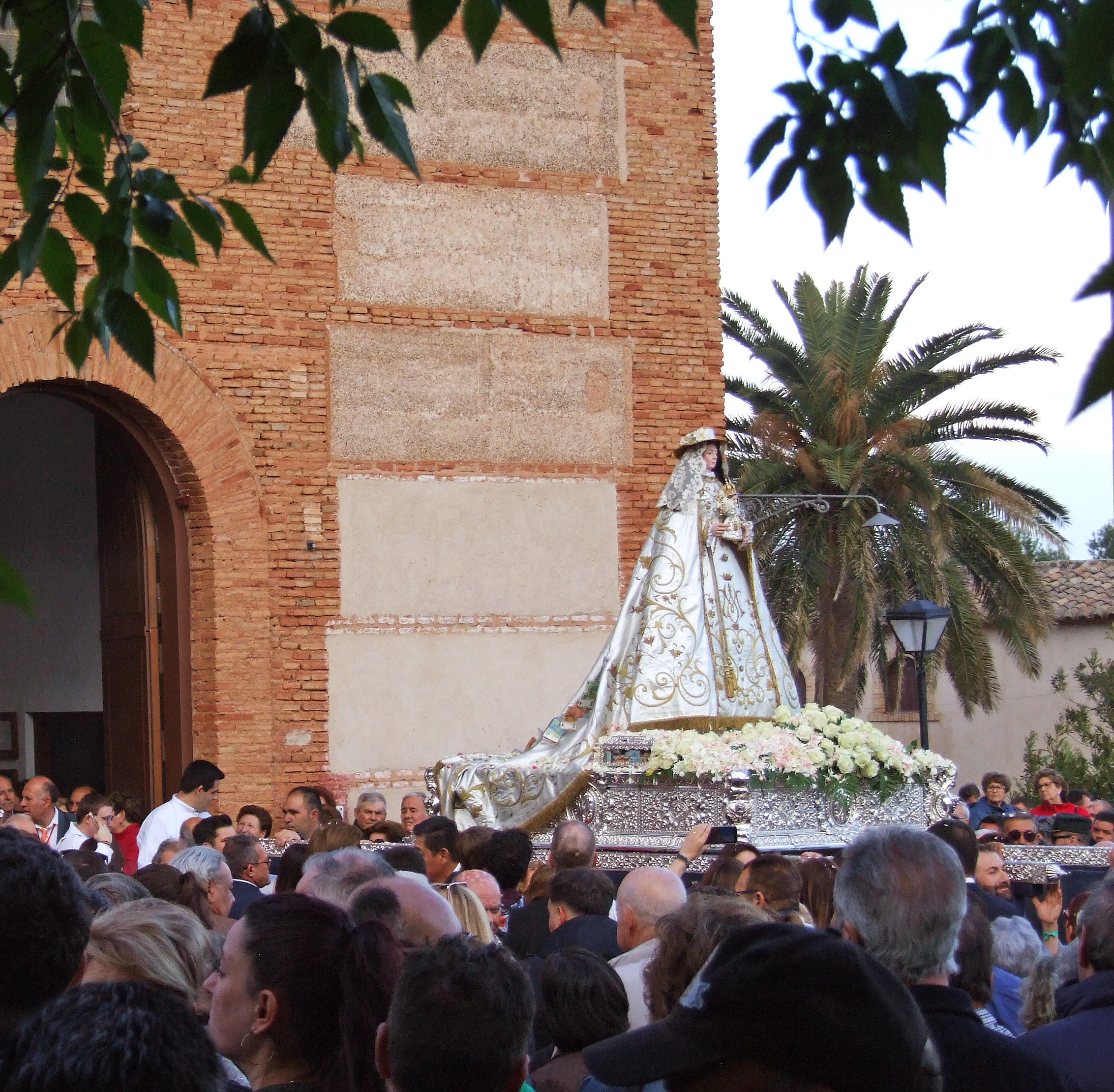
La imagen de la Virgen del Monte saliendo de la ermita en la romería 2024

No obstante, la cofradía de Almagro mantuvo su celebración la primera fiesta del año en honor a la Virgen, el 2 de febrero, día de Nuestra Señora de la Candelaria, como venía haciéndose desde la antigüedad. Con el tiempo y a consecuencia de los términos del pacto (que a pesar de dejar que ambas localidades celebrasen culto, otorgaba la jurisdicción del mismo al concejo de Bolaños), la celebración de la cofradía almagreña fue desapareciendo, mientras que la cofradía de Bolaños celebraría su culto a Nuestra Señora del Monte el Día de la Encarnación o de la Anunciación, 25 de marzo, haciéndolo coincidir con la segunda fiesta en el año dedicada a Virgen María. Esta festividad perduró más de dos siglos, exactamente hasta el año 1796, y sería el germen de la actual romería. Por consiguiente, podemos considerar este pacto de 1582, el origen del patronazgo de la Santísima Virgen del Monte para la villa de Bolaños. 

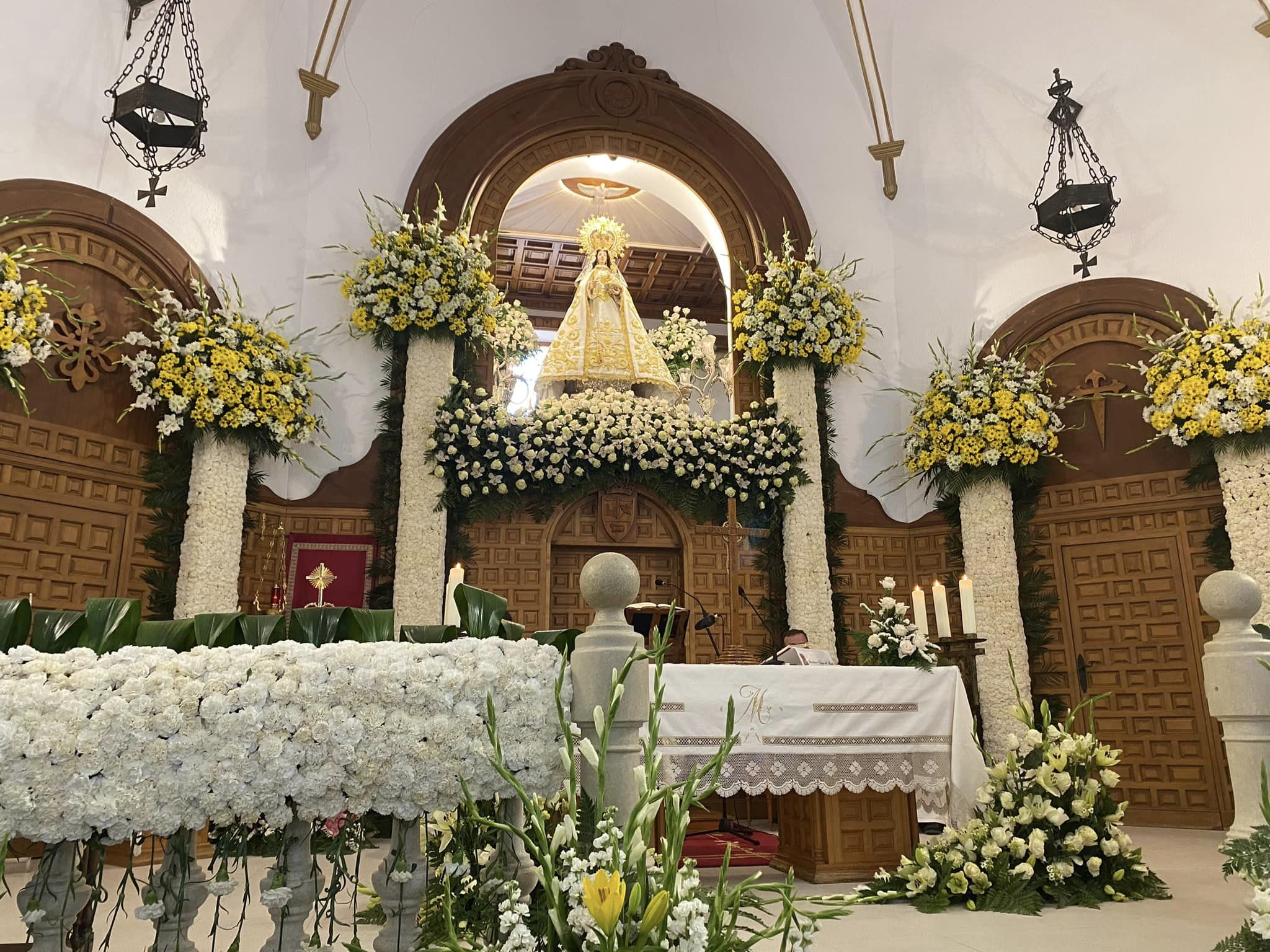
Altar mayor de la Virgen del Monte durante la romería del año 2023

El motivo de desplazar la primitiva fecha de la romería hasta la actual lo podemos encontrar en un decreto redactado y aprobado por los cabildos eclesiástico y secular de la Parroquia de San Felipe y Santiago, en marzo de 1796. Dicho decreto, establece que por solemnizar a  Nuestra Señora del Monte en un día (25 de marzo) que no era de precepto, se cometían pecados mortales; por ello, se acuerda que se celebre el último domingo del mes de abril de cada año, retrasando la celebración y evitando así el tiempo de cuaresma, aunque no obstante, podría darse el caso (prácticamente inusual) de coincidir este día, con el Domingo de Resurrección, dado que éste tiene lugar el domingo siguiente al plenilunio posterior al 20 de marzo, y por tanto, oscila entre el 22 de marzo y el 25 de abril. En este caso se salva la fecha y se celebra en mayo, es la única ocasión en la que la romería se celebra el primer domingo de mayo. Por último, la fecha del último domingo de abril coincidía prácticamente con la salida de los rebaños que ocupaban la dehesa, que era arrendada por el Concejo durante el invernadero, desde el 29 de septiembre (San Miguel) hasta el 25 de abril (San Marcos), y daba comienzo el agostadero, momento en el que los rebaños locales entraban en la dehesa y en el que el pueblo establece la costumbre de ir a la ermita y visitar a la Virgen.

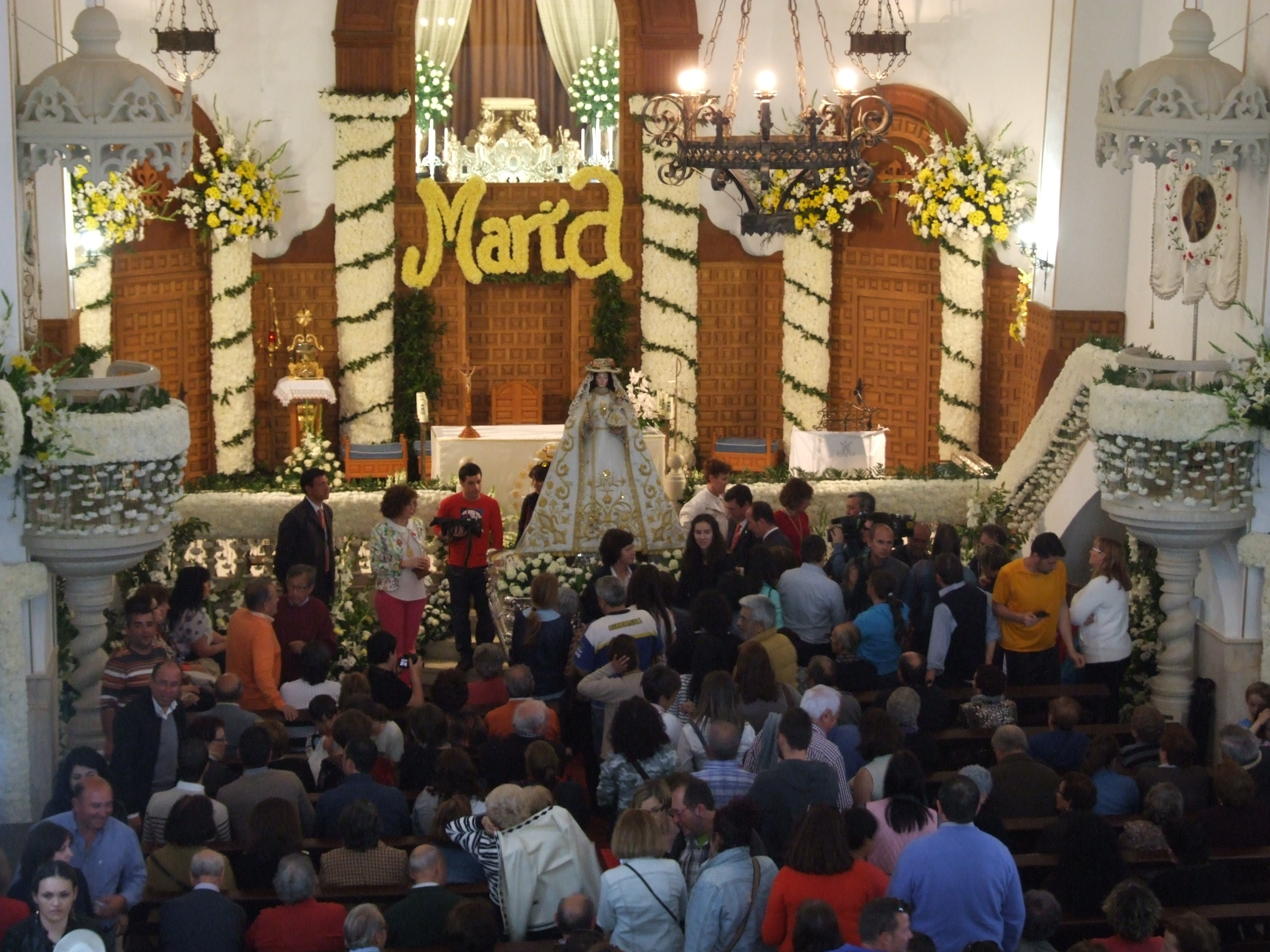
El interior de la ermita momentos previos a la procesión del año 2016

En el s. XIX, durante el período histórico del trienio liberal hubo un intento de modificar los actos tradicionales de la romería de la virgen por lo que según el decreto del ayuntamiento de 25 de abril de 1821 se dicta: 

«... este ayuntamiento que vela incesantemente por el beneficio de la pública tranquilidad evitar el menor motivo de disgusto y ocasionar el que aquella se perturbe, como tan encargada por el gobierno y por otra parte, considera esta corporación que se tribute a dicha soberana Imagen el más plausible culto y veneración... y con temperancia a las reflexiones indicadas de un acuerdo y conformidad debían de mandar y mandaron que para la función referida se traiga a dicha soberana Imagen a esta villa en la tarde del 27 del corriente».

 El intento de cambio del lugar de celebración de los actos del día de la Virgen del santuario a la parroquia con el fin de evitar altercados públicos, tuvo una respuesta inmediata del vecindario que se opuso frontalmente a las decisiones por lo que el ayuntamiento se vio obligado a publicar un bando en el que decía: 

«El ayuntamiento constitucional que suscribe y que desea por todos los medios que este vecindario esté tranquilo y que por ninguna persona se perturbe la paz y se de motivos para ello, antes se evite que cualquier rumor que se observe, desde luego debía de mandar y mando se fijen edictos haciendo saber que sobre la determinación de trasladar a Nuestra Señora del Monte a esta villa, ninguna persona ya sea de la hermandad de dicha Señora, ni de otra clase se tome la libertad de disputar sobre dicha determinación ni hablar expresiones que se dirijan a ofender al ayuntamiento».

 La decisión no prosperó, el pueblo continuó desplazándose al Santuario de la Virgen del Monte para la celebración de la romería y los altercados continuaron sucediéndose, como se deduce de las nuevas medidas que el ayuntamiento volvió a tomar en 1831 con el fin de resolver los altercados que se producían al final de la jornada, principalmente en el camino de vuelta de los romeros. Para atajar la situación el ayuntamiento nombró una comisión que evitase consecuencias desagradables en los actos de la romería, finalmente publicó un edicto prohibiendo en dicho día la venta de vino, tanto al por menor, como al por mayor, bajo la multa de 4 ducados.
En la actualidad, la organización de la romería depende de la Cofradía de Nuestra Señora del Monte en estrecha colaboración con el ayuntamiento que establece amplios protocolos de seguridad gracias a la participación de las Fuerzas y Cuerpos de Seguridad del Estado, bien es cierto que en sus últimas ediciones hay una ausencia de incidentes destacables, pese a la mayor aglomeración de personas. En definitiva, la actual romería es el producto de siglos de veneración a la santísima Virgen en Bolaños, macerado con la idiosincrasia del pueblo bolañego, la gastronomía y las costumbres heredadas desde tiempo inmemorial así como el sentimiento de pertenencia a una misma comunidad y la defensa de la tradición como símbolo de identidad..

## Actos tradicionales

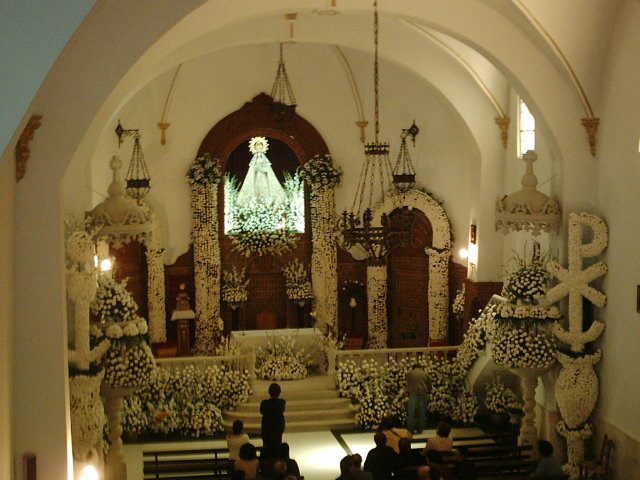
La ermita grande de la Virgen del Monte ornamentada para la romería del año 2013

Los actos tradicionales y oficiales comienzan el sábado por la mañana con el anuncio de la fiesta mediante el repique de campanas y profusión de cohetes, por la tarde se celebran las vísperas en el Santuario y por la noche una verbena en las inmediaciones de la ermita.
El domingo, principal día de la romería, se celebra la solemne función eucarística en la ermita grande de la Virgen a la que acuden autoridades civiles y militares así como el presidente de la Hermandad de Nuestra Señora de las Nieves de Almagro y otras autoridades del pueblo vecino, que nos recuerdan el vínculo histórico entre Nuestra Señora del Monte y la ciudad de Almagro. Por la tarde, tras el rezo del Santo Rosario, se realiza la procesión de la Virgen en torno a las dos ermitas. Al finalizar la procesión se subasta el Estadal de oro (medalla de oro) que ha portado la Virgen durante la celebración. El primer Estadal se subastó en la romería del año 1966, en 1969 alcanzó las 3.000 pesetas y la cifra más alta se dio en la romería 2024 donde se subastó por 17.000 euros. Con la entrada de la imagen en la ermita y el rezo de la salve finalizan los actos oficiales y religiosos.

## Referencias

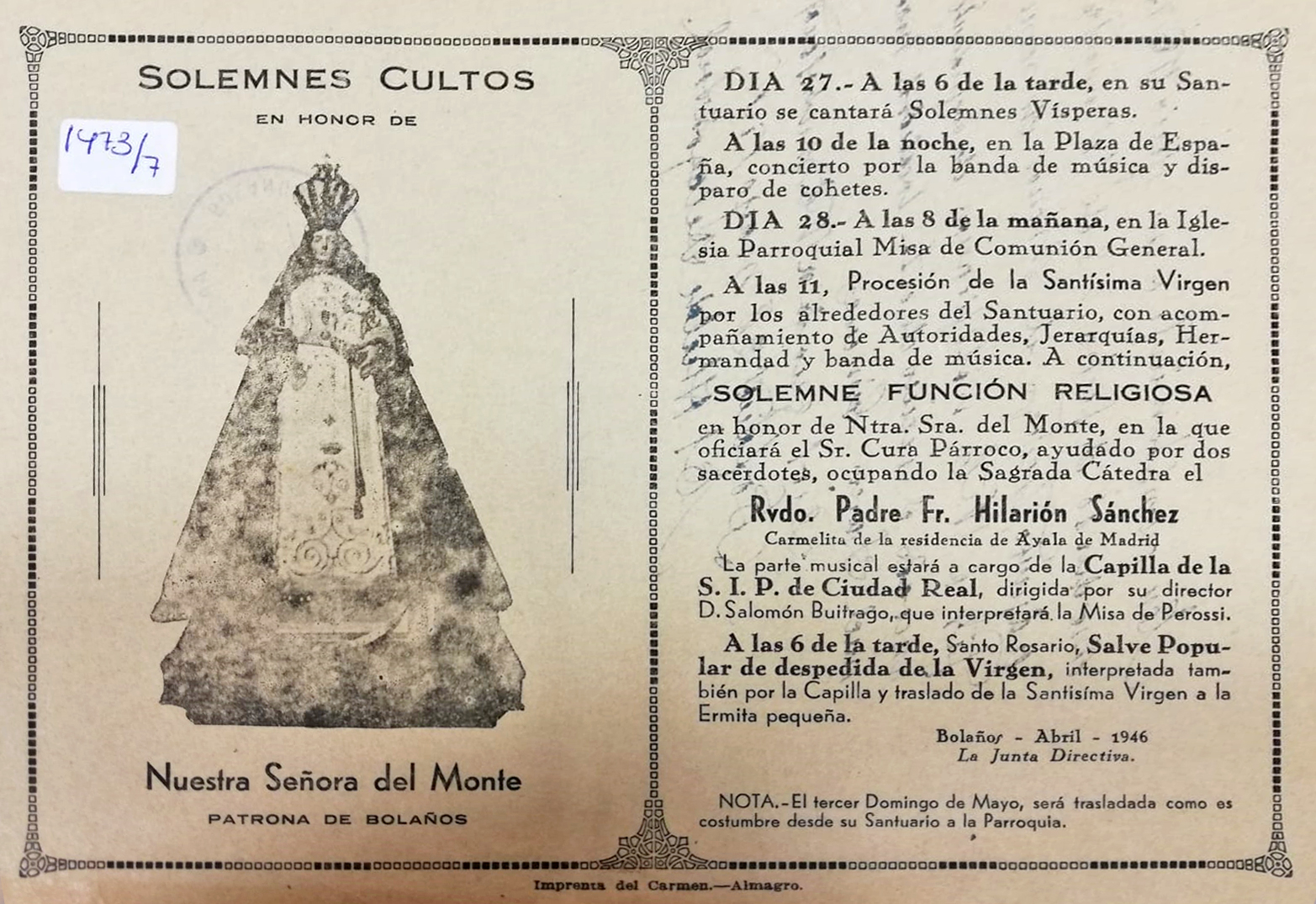
Solemnes cultos de la romería de Nuestra Señora del Monte, patrona de Bolaños, en 1946.

## Bibliografía

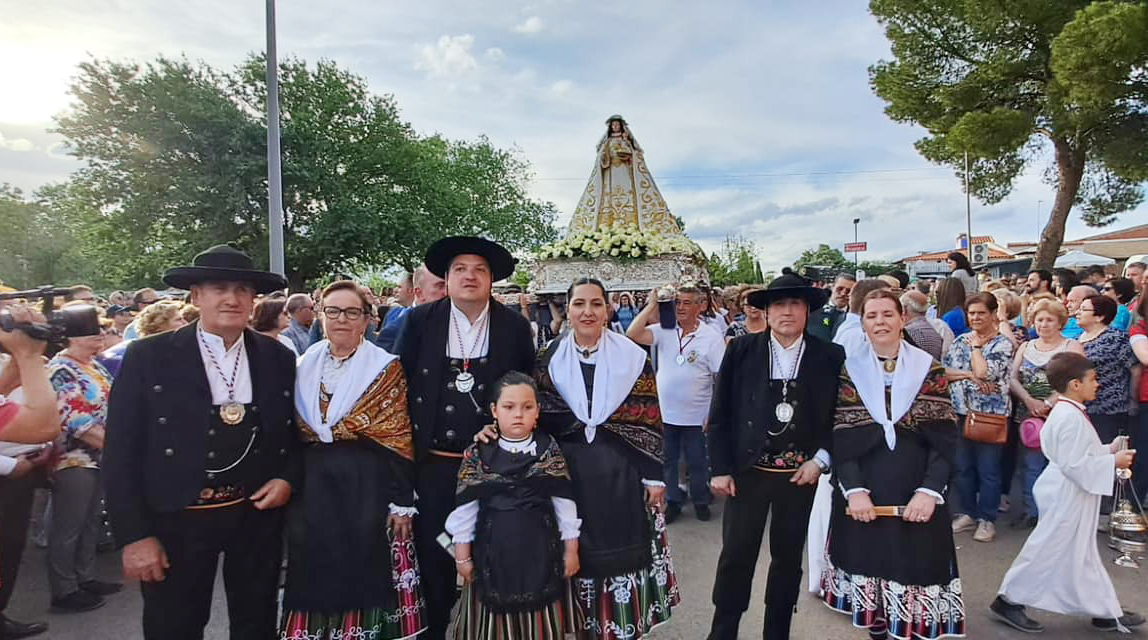
Los pandorgos de Ciudad Real acompañando a la Virgen del Monte en la romería 2023.